# Lanfeust
Lanfeust is een serie high fantasy-stripboeken van de hand van Christophe Arleston (scenario) en Didier Tarquin (tekeningen). De albums komen in Frankrijk uit bij Soleil en zijn in de Benelux vertaald uitgebracht door meerdere uitgeverijen. In Nederland wordt de reeks uitgegeven door Uitgeverij L.

## Verhalen
In de serie staan de avonturen van de stripfiguur Lanfeust en zijn vaste sidekick, de trol Hebus, centraal. Lanfeust is een bewoner van de planeet Troy waar iedere bewoner wel beschikt over één magische gave, tenminste wanneer hij of zij zich voldoende dicht bij een wijze bevindt. Als deze afwezig is werkt de magie namelijk niet. Ook blijkt op deze wereld een ivoren zwaard te bestaan dat sommige dragers alle gaven tegelijk geeft. In de eerste cyclus van acht verhalen speelt dit ivoor een prominente rol.
De tweede cyclus van eveneens acht albums heet Lanfeust van de sterren. De derde cyclus Lanfeust Odyssey, die de terugkeer van Lanfeust naar Troy beschrijft, werd op 20 mei 2007 op Lanfeust.com aangekondigd als Lanfeust de Syxte. 
De reeks bevat veel fantastische elementen, puberale humor, schrikwekkende wezens en ondernemende vrouwelijke personages. Lanfeust is in Frankrijk erg populair en is het boegbeeld van de grote Franse stripuitgeverij Soleil. Vanaf mei 1998 gaf deze in Frankrijk maandelijks het Lanfeust Mag-blad uit, met voorpublicaties van diverse eigen reeksen. Daarnaast is er een waslijst van spin-offs van de Lanfeust-reeks ontstaan, zoals Trollen van Troy, De veroveraars van Troy, Legenden van Troy, Cixi van Troy, Amazones van Troy en Kids van Troy. In 2007 ontstond er zelfs een manga-variant op de eerste cyclus, genaamd Lanfeust Quest, en op de Franse jeugdzender M6 was een gelijknamige animatieserie te zien. Ook Disney XD zendt de serie uit.

## De albums
1e cyclus: Lanfeust van Troy (verschenen bij Arboris, Talent en Uitgeverij L)
1. Het Ivoor van Magohamoth (1e druk Arboris 1995) (zie ook[3])
2. Thanos de ongemanierde (1e druk Arboris 1996) (uitgebracht als Thanos de Wellustige door Uitgeverij L)
3. Kasteel Goud Azuur
4. De Paladijn van Eckmül
5. De Huivering van de Ziener (uitgebracht als De schrik van de Schouwer door Uitgeverij L)
6. Keizerin Cixi
7. Petaurussen verbergen zich om te sterven (uitgebracht als Petaurussen sterven bij dageraad door Uitgeverij L)
8. Het fabuleuze beest (uitgebracht als Het fabeldier door Uitgeverij L)

2e cyclus: Lanfeust van de Sterren (vertaald door Talent en niet meer leverbaar)
1. Eén, twee... troy (februari 2002)
2. De torens van Meirrion (april 2003)
3. De zandwoestijn van Abraxar (april 2004)
4. Smerige tijd voor vliegen (januari 2005) (de Franse werktitel was: Sale temps pour les mouches, uiteindelijk werd het album Les Buveurs de mondes genoemd).

In de herdrukken zijn de Franse woordgrapjes beter vertaald.
2e cyclus: Lanfeust van de Sterren (hervertaald door Uitgeverij L)
1. Planeet Troy (oorspronkelijke titel: Un, deux... Troy, december 2001)
2. De torens van Meirrion (Les Tours de Meirrion, maart 2003)
3. De woestijnen van Abraxar (Les Sables d'Abraxar, januari 2004)
4. De oceaanrovers (uitgifte titel: Les Buveurs de mondes, werktitel: Sale temps pour les mouches, december 2004)
5. De bacterieplaag (La chevauchée des bactéries, december 2005)
6. De schreeuw van de vrijbuiter (Le râle du filibustier, november 2006)
7. Het geheim van de Dolfanten (Le secret des Dolphantes, december 2007)
8. Kometenbloed (Le sang des comètes, december 2008)

3e cyclus: Lanfeust Odyssey
1. Het raadsel Goud-Azuur, boek 1 (2010)
2. Het raadsel Goud-Azuur, boek 2 (2011)
3. De banneling van Eckmül (2012)
4. De grote klopjacht (2013)
5. Valstrik in het zand (2014)
6. De Gallige Delta (2015)
7. De Mefistische Armada (2016)
8. Tseu-Hi de bewaakster (2017)
9. De onnozele strateeg  (2018)
10. Karaxaletie de profetie (2018)

## Eigenaardigheden van de Nederlandse versie
Lanfeusts reizen hebben zich in het Nederlandse taalgebied tot uitgeversland uitgebreid. De stripheld is al door drie verschillende uitgevers vertaald. Arboris vertaalde vanaf 1995 de delen 1-4 van de eerste cyclus, Uitgeverij Talent deed dat voor de gehele eerste cyclus en deel 1-4 van cyclus 2 maar raakte in de schulden, en tegenwoordig is de volledige serie te vinden bij Uitgeverij L (waarbij de eerste cyclus een modernere inkleuring kreeg). Daarnaast is de eerste cyclus opnieuw uitgebracht door L waarbij steeds twee verhalen in één bundel zijn samengevoegd.
De vertaling van Talent zat dicht op het Frans en respecteerde daarom ook de diverse moeilijk te vertalen grapjes. Zo worden in De torens van Meirrion de dertien handelsprinsen voorgesteld. Hun namen zijn echter stuk voor stuk woordspelingen, zoals te vinden is op de Franse Wikipedia.